# 御幸ビルディング
株式会社御幸ビルディング（みゆきビルディング）は、愛知県名古屋市中区に本社を置く不動産会社である。また、御幸ビルは同社が保有し本社を置くオフィスビルである。

## 概要
旧東海銀行（現三菱UFJ銀行）の不動産管理会社として設立された。2009年から2024年まで三菱UFJリース（三菱HCキャピタル）の連結子会社であったが、現在は同じく旧東海銀行系の東栄株式会社の子会社となっている。
本社が置かれる御幸ビルは、名古屋市の錦通と本町通が交差する「錦通本町」交差点の北東角に位置する。

## 沿革
- 1978年（昭和53年）3月1日 - 「御幸ビルディング株式会社」設立。
- 2005年（平成17年）3月 - 株式会社御幸ビルディングとして設立され、「御幸ビルディング株式会社」より主要事業を承継。
- 2009年（平成21年）7月 - 三菱UFJリース（現 三菱HCキャピタル）の連結子会社になる[5]。
- 2024年（令和6年）9月20日 - 三菱HCキャピタルと同子会社の三菱HCキャピタルエステートプラスが所有全株式（98.3%）を東栄株式会社が出資するRED WAVE合同会社[6]に譲渡[4]。

## 事業所
- 本社 - 名古屋市中区錦3丁目20番27号 御幸ビル
- 東京本社 - 東京都新宿区下宮比町1番4号 飯田橋御幸ビル
- 大阪支社 - 大阪市北区梅田2丁目1番3号 桜橋御幸ビル

## 保有物件
オフィス
- 日本橋御幸ビル -  東京都中央区日本橋一丁目：再開発中（日本橋一丁目中地区第一種市街地再開発事業[7]）
- 銀座御幸ビル - 東京都中央区銀座7-8-2
- 神田御幸ビル - 東京都千代田区神田小川町1-5-1
- 麹町御幸ビル - 東京都千代田区二番町3-4
- 飯田橋御幸ビル - 東京都新宿区下宮比町1-4
- 新宿御幸ビル - 東京都新宿区新宿3-27-4
- 世田谷御幸ビル - 東京都世田谷区太子堂2-16-7
- 大森御幸ビル - 東京都大田区大森北1-2-3
- 池袋ウエストパークビル - 東京都豊島区西池袋3-27-12
- 川崎御幸ビル - 川崎市川崎区砂子1-8-9
- 御幸ビル - 名古屋市中区錦3-20-27
- 京都御幸ビル - 京都市中京区笋町689（烏丸通四条上る）
- 桜橋御幸ビル - 大阪市北区梅田2-1-3
- 桜橋西ビル - 大阪市北区曾根崎新地2-3-3
- 神戸御幸ビル - 神戸市中央区明石町44
- 三宮御幸ビル - 神戸市中央区加納町4-3-5

ホテル
- 新橋3丁目プレイス（カンデオホテルズ東京新橋） - 東京都港区新橋3-6-8

住宅
- 御幸レジデンス丸の内 - 名古屋市中区丸の内3-14-6
- GRANDUKE東別院crea - 名古屋市中区平和2-8-32